# Naruto: Shippuden Filmul: Turnul Pierdut
Naruto: Shippuden Filmul: Turnul Pierdut al seriei anime Naruto: Shippuden se bazează pe seria manga Naruto de Masashi Kishimoto. Naruto: Shippuden Filmul: Turnul Pierdut din Naruto: Shippuden, serie de anime, este regizat de Masahiko Murata și produs de Studioul Pierrot și TV Tokyo și a avut premiera pe data de 31 iulie 2010 la cinema în Japonia.

## Povestea
Trimiși într-o misiune pentru al captura pe Mukade, Naruto Uzumaki descoperă ruinele istorice odată glorioase „Ouran”, în momentul în care el urmărește ninja necinstiți, Mukade dezlănțuie puterea timpului, provocând o lumină să-l învăluie pe Naruto Uzumaki, eliminându-l în trecut, cu 20 de ani înainte de prima serie Naruto. Atunci când Naruto Uzumaki se trezește, el vine în contact cu cel de-al Patrulea Hokage, Minato Namikaze.